# Ganoderma theaecola
Ganoderma theaecola är en svampart som beskrevs av J.D. Zhao 1984. Ganoderma theaecola ingår i släktet Ganoderma och familjen Ganodermataceae.   Inga underarter finns listade i Catalogue of Life.